# 维克托·耶莱尼奇
维克托·耶莱尼奇（羅馬化：Viktor Jelenić，1970年10月31日—），塞尔维亚男子水球运动员。他曾代表南联盟、塞尔维亚和黑山参加1996年、2000年和2004年夏季奥林匹克运动会水球比赛，获得一枚银牌和一枚铜牌。